# Cliff Emmich
Clifford "Cliff" Joseph Emmich, född 13 december 1936 i Cincinnati, Ohio, död 28 november 2022 i Los Angeles, Kalifornien, var en amerikansk skådespelare. Han har medverkat i en lång rad filmer, TV-filmer och TV-serier, bland annat Payday, Familjen Macahan, De fattiga och de rika och Lilla huset på prärien.